# Дело Алёны Верди
Дело Алёны Верди — уголовное дело в отношении «лжехирурга», гражданки Украины Алёны Верди, получившей известность после серии пластических операций в Краснодаре, которые проводила без наличия квалификации и с тяжёлыми последствиями для клиентов. В СМИ получила прозвища «Доктор Франкенштейн» и «Доктор Смерть».

## Личность
Алёна Дмитриевна Верди (при рождении — Антонина Горбунова) родилась 1 мая 1982 года в Москве (по другим данным — на Украине). Имела украинское происхождение. В 2013 году она заинтересовалась пластической хирургией, однако нужного образования не имела. В тот период, находясь у родственников на Украине, практиковалась в качестве ассистента хирурга в частной клинике Днепропетровска, а спустя полгода — в Одессе.
После практики не стала поступать в ВУЗ, купив поддельный диплом на имя Алёны Верди. В нём значилось, что она окончила Национальный медицинский университет им. А. А. Богомольца в Киеве в 2005 году.

## Деятельность
В 2015 году переехала в Краснодар, начала позиционировать себя как профессиональный пластический хирург из Москвы. Арендовала четыре кабинета, приобрела на личные сбережения кушетку, стеллажи, наборы медицинских инструментов и сразу запустила рекламу в местных СМИ и на улицах города.  К октябрю 2016 года она стала одним из самых популярных пластических хирургов Краснодара. В то же время устроилась работать в клинику «Эстетик Мед».
В период с 2015 по 2019 год Верди было проведено большое число пластических процедур, многие из которых вызвали осложнения у пациенток. Так, у одной женщины после блефаропластики, проведённой Верди, перестали закрываться глаза, а дополнительные операции привели к вывороту век и образованию рубцов. Другая пациентка после абдоминопластики не могла выпрямить спину — вся кожа натягивалась, поскольку Верди срезала её больше, чем нужно, наложив при этом швы с большими дефектами. В результате у женщины появились опухоль и некроз тканей. Ещё одна девушка обратилась к Верди после неудачной коррекции носа. «Лже-хирург» убедила, что после её работы нос будет идеальным, однако после операции пациентка столкнулась с проблемами дыхания, поскольку Верди удалила часть важных тканей. У пациентки Александры после липосакции, выполненной Верди, остался бугор в паху. После УЗИ и операции в Москве, хирурги извлекли из паха женщины 15-сантиметровую резинку от перчатки, забытую там Верди. Почти все пострадавшие утверждают, что не помнят, как согласились на сомнительные операции дома у Верди или в подвале в антисанитарных условиях. По словам женщин, у Верди был сильный дар убеждения, уговаривала она их под гипнозом. По словам одной из пациенток, Верди унижала женщин, называя их уродами и уверяя, что только она может помочь, а потом успокаивала, давая таблетку, которая, как оказалось, была сильным транквилизатором. 

## Уголовное дело
В 2017 году на Верди завели уголовное дело за причинение смерти по неосторожности, поскольку пациентка проходившая абдоминопластику, на следующий день скончалась в палате клиники от кровопотери. Тогда в деле не содержалось каких-либо данных о поддельных дипломах Алёны Верди, поэтому её судили как полноправного хирурга. Проверить дипломы Верди, однако, решил новый главврач клиники, который направил запросы во все медицинские учебные заведения, где она якобы обучалась. 9 ноября 2017 года из Кубанского государственного медицинского университета пришёл ответ, в котором сообщалось, что Верди никогда там не училась и сертификат с таким номером, как у неё, не выдавался. В результате Верди была уволена. 12 марта 2018 года суд прекратил производство по уголовному делу о смерти пациентки, назначив Верди судебный штраф в 150 тысяч рублей.
После увольнения из клиники продолжила работать и делала операции у себя дома. Однако вскоре она снова привлекла внимание следователей — на неё и генерального директора клиники 1 апреля 2019 года завели уголовное дело после жалобы клиентки, у которой в результате проведённой абдоминопластики образовалась фибролипома с участками асептического некроза. 3 апреля 2019 года Верди задержали в аэропорту Краснодара при попытке улететь в Израиль. 5 апреля суд отправил её в СИЗО. Проведённые экспертизы не подтвердили факт нанесения тяжкого вреда здоровью пациенток, поэтому обвинение переквалифицировали и 3 февраля 2020 года стало известно, что Верди была освобождена из-под стражи, проведя в СИЗО 10 месяцев.  
После выхода сюжета про «лжехирурга» на одном из федеральных каналов, председатель СК РФ Александр Бастрыкин взял уголовное дело на свой контроль. 4 марта стало известно, что Верди была отправлена под домашний арест. 14 апреля расследование было завершено и дело ушло в суд.
10 августа 2020 года стало известно, что суд прекратил дело в отношении Верди в связи с её смертью.

## Смерть
29 мая Верди нарушила домашний арест и отправилась с подругой к визажисту, где они устроили вечеринку с алкоголем и наркотиками, а наутро Верди сделала себе инъекцию инсулина, который она называла «чудо-уколом для красоты». 30 мая была обнаружена в бессознательном состоянии в квартире подруги, где сидела под домашним арестом. Впоследствии была госпитализирована и практически сразу впала в кому, была переведена в реанимацию и подключена к аппарату ИВЛ. 15 июня 2020 года скончалась в реанимации краснодарской больницы, не приходя в сознание. По результатам вскрытия, причиной смерти Верди стал обширный инсульт с образованием субдуральной гематомы. По одним сведениям, причиной инсульта является наркотическое и алкогольное опьянение, по другой — избыточная доза инсулина, введённая внутривенно.
Детей у Верди, как и родственников в Краснодаре, не было. Организацией похорон занималась лучшая подруга женщины. По её словам, Алёну Верди кремировали.

### Предположения об инсценировке
Внезапная смерть и решение о кремации тела зародили сомнения у пострадавших, что произошедшее — очередная мистификация Верди. Адвокат жертв Алёны Верди Андрей Таран считает, что уроженка Украины могла бы просто убежать из России из-под ареста, тем самым оставшись безнаказанной.
В октябре 2023 года в эфир вышло ток-шоу «Малахов», в котором обсуждалась очень похожая на Алёну Верди женщина-хирург, работающая в Ереване в косметологической клинике. Одна из пострадавших от рук Верди сообщила, что работающая в Армении врач очень похожа на «лжехирурга» голосом и манерой навязывания услуг. На прямой вопрос от журналистки, имеет ли она отношение к Верди, ереванский хирург ответила отрицательно и представилась Катериной Сергеевной Пархоменко.
31 октября председатель Следственного комитета Александр Бастрыкин запросил доклад о результатах доследственной проверки в отношении Верди.  
22 августа 2024 года главе СК доложили детали гибели лже-хирурга. По словам Андрея Тарана, адвоката пострадавших, «никаких сомнений в смерти Верди, кажется, не осталось. Дело закрыто».

## В массовой культуре
- Телепрограмма Человек и закон. «Доктор Франкенштейн» Алёна Верди[47].
- Ток-шоу «Малахов». «Доктор смерть» Алёна Верди воскресла?[13].